# Bierre-lès-Semur
Bierre-lès-Semur korábbi község (település) Franciaországban, Côte-d’Or megyében. 2019. január 1-jén Flée községgel egyesült és Le Val-Larrey új község része lett.
Lakosainak száma 94 fő (2018. január 1.). Bierre-lès-Semur Courcelles-lès-Semur, Précy-sous-Thil, Aisy-sous-Thil, Flée és Montigny-Saint-Barthélemy községekkel határos.

## Népesség
A település népességének változása:
| Lakosok száma | 108  | 83   | 58   | 86   | 83   | 90   | 87   | 98   | 94   | 94   |
|               | 1968 | 1975 | 1982 | 1999 | 2006 | 2011 | 2013 | 2016 | 2017 | 2018 |